# Кера Тамара
Кера Тамара (XIV век или 1340, Болгария — XIV век или 1389, Османская империя) — дочь болгарского царя Ивана Александра и его жены Теодоры Бессарабской, сестра Ивана Шишмана и Ивана Срацимира. Одна из жён султана Мурада I. Она родилась приблизительно в 1340 году.

## Биография
Первым мужем Керы Тамары был деспот Константин, который иногда идентифицируется с феодалом Константином Деяновичем, правившим в Вельбуждском деспотате. Его дочь Елена Драгаш вышла замуж за византийского императора Мануила II и стала матерью последнего византийского императора Константина XI. Однако эта теория была отвергнута историками, потому что в 1371 году Кера Тамара была уже вдовой, а Константин Драгаш умер в 1395 году. Следовательно, деспот Константин, изображённый в Четвероевангелии Ивана Александра рядом с болгарской княжной, был другим человеком.

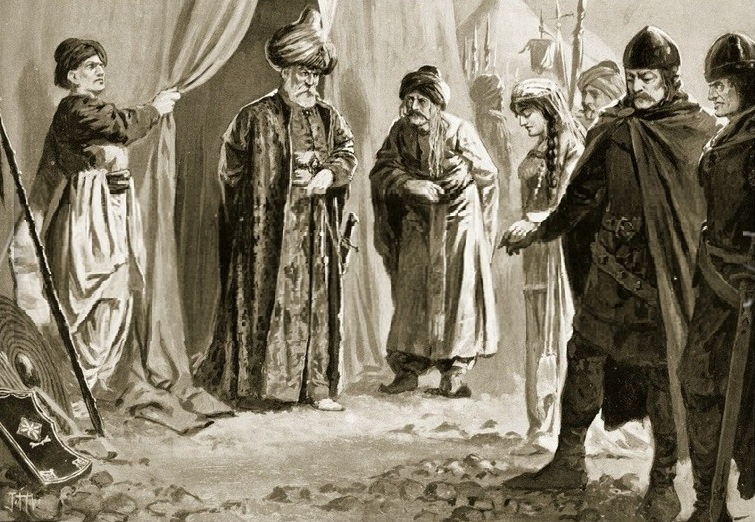
Царь Шишман привозит свою сестру султану Мураду I.

Уже в 1371 году, когда Иван Александр умер и ему наследовал Иван Шишман, в столицу Тырново прибыли послы от османского султана Мурада I, чтобы наладить отношения с новым царём Болгарии. Султан, который был наслышан о красоте Керы Тамары и знал, что она овдовела, потребовал её в жёны в качестве гарантии мира между двумя государствами. Иван Шишман отказался и сумел отсрочить решение ещё семь лет. Запись в анонимной болгарской хронике XV века:
... И на престол вступил Шишман, сын Александра. Аморат [Мурад] послал к нему людей, чтобы попросить руку его сестры, но он не хотел отдавать свою сестру царевну Керу Тамару …
Однако в 1378 году, когда его попытки остановить турок потерпели неудачу, Иван Шишман неохотно отправил Керу Тамару в гарем султана в османской столице Бурса. Она сохранила свою христианскую веру. В Борильском Синаднике её судьба стала примером самопожертвования:
... Кера Тамара, дочь великого царя Ивана Александра, великая княжна, жена великого эмира Амурата, которому она была отдана во имя болгарского народа. И когда она приехала туда, она сохранила свою Истинную веру, освободила свой народ, жила хорошо и благочестиво и умерла в мире, пусть память о ней будет жить вечно …
Могила Керы Тамары находится в Бурсе в гробнице Османской династии рядом с могилой Мурада I, и посетители знают её как «болгарскую царицу Марию». Согласно завещанию Керы Тамары, её могила осталась незакрытой надгробным камнем, а земля была засеяна ячменём.